# Kepler-7
Coordenadas:  19h 14m 19.6s, +41° 5′ 23.3″
Kepler-7 é uma estrela localizada na constelação de Lyra no campo de visão da Missão Kepler, da NASA uma operação em busca de planetas semelhantes à Terra. É o lar do quarto ou dos cinco primeiros planetas que Kepler descobriu; este planeta, um gigante gasoso do tamanho de Júpiter chamado Kepler-7b, é leve como isopor. A estrela em si é mais massiva que o Sol, e é quase duas vezes o raio do Sol. Também é ligeiramente rica em metais, um fator importante na formação de sistemas planetários. O planeta de Kepler-7 foi apresentado em 4 de janeiro de 2010 em uma reunião da American Astronomical Society.

## Nomenclatura e descoberta
Kepler-7 recebeu seu nome porque era a hospedeira do sétimo sistema planetário descoberto pela missão Kepler liderado pela Nasa, um projeto que visa a detecção de planetas terrestres em trânsito, ou passam na frente de suas estrelas hospedeiras, vistas da Terra. O planeta em órbita de Kepler-7 foi o quarto planeta a ser descoberto pela sonda Kepler; os três primeiros planetas penteados a partir de dados do Kepler já tinham sido descobertos, e foram usados para verificar a precisão das medições do Kepler. Kepler-7b foi anunciado ao público em 4 de janeiro de 2010 na reunião 215 da American Astronomical Society, em Washington, D.C., juntamente com Kepler-4b, Kepler-5b, Kepler-6b e Kepler-8b. Kepler-7b foi notado por sua incomum e extremamente baixa densidade.
A descoberta inicial do planeta, Kepler-7b foi verificado por observações adicionais feitas em observatórios no Havaí, Texas, Arizona, Califórnia e Ilhas Canárias.

## Características
Kepler-7 é uma estrela como o Sol que é 1.347 +0.072
−0.054 Msol e 1.843 +0.048
−0.066 Rsol. Isto significa que a estrela tem cerca de 35% mais massa e 84% maior do que o Sol. A estrela é estimada em 3.5 (± 1.0) bilhões de anos. Estima-se também ter uma metalicidade de [Fe/H] = +0.11 (± 0.03), o que significa que Kepler-7 é aproximadamente 30% a mais rica em metais do que o Sol; metalicidade desempenha um papel significativo na formação de sistemas planetários, como estrelas ricas em metais tendem a ser mais propensas a ter planetas em órbita. A temperatura efetiva da estrela é de 5933 (± 44) K. Em comparação, o Sol tem 4.6 bilhões anos, libera menos calor, com uma temperatura efetiva de 5778 K.
A estrela tem uma magnitude aparente de 13.3, o que significa que é extremamente fraca, vista da Terra. Não pode ser vista a olho nu. Estima-se que se encontre entre 1.000 a 1.400 anos-luz do Sistema Solar.

## Sistema planetário
Kepler-7b é o único planeta que foi descoberto em órbita de Kepler-7. É .433 MJ e 1.478 RJ, o que significa que tem 43% mais massa do que o planeta Júpiter, mas é quase 1.5 vezes maior em tamanho. Com uma densidade de .166 gramas/cc, o planeta é de aproximadamente 17% da densidade da água. Isso é comparável ao isopor. A uma distância de .06224 UA de sua estrela anfitriã, Kepler-7b completa uma órbita ao redor de Kepler-7 cada 4.8855 dias. O planeta Mercúrio, no entanto, orbita o Sol a .3871 UA, e demora cerca de 87.97 dias para completar uma órbita. A excentricidade de Kepler-7b é considerada sendo 0, o que daria Kepler-7b uma órbita circular por definição.